# Kim Hyang-mi (boxe anglaise)
Pour les articles homonymes, voir Kim Hyang-mi et Kim.
Dans ce nom coréen, le nom de famille, Kim, précède le nom personnel.
Kim Hyang-mi est une boxeuse nord-coréenne née le 30 août 1990 à Hamhung.

## Carrière
Aux championnats d'Asie de Hô-Chi-Minh-Ville en 2017, elle remporte la médaille d'argent dans la catégorie des moins de 48 kg.
Elle est médaillée de bronze dans cette même catégorie aux championnats du monde féminins de New Delhi en 2018.